# Ирга
Иргата. (Amelanchier) е род растения от семейство розови. В България родът е представен само от вида обикновена ирга (Amelanchier ovalis).

## Видове
- Amelanchier alnifolia
- Amelanchier amabilis
- Amelanchier arborea
- Amelanchier australis
- Amelanchier bartramiana
- Amelanchier canadensis – Канадска ирга
- Amelanchier humilis
- Amelanchier interior
- Amelanchier laevis
- Amelanchier nantucketensis
- Amelanchier ovalis – Обикновена ирга
- Amelanchier sanguinea
- Amelanchier sinica
- Amelanchier spicata